# يو جي إم-27 بولاريس
يو جي إم-27 بولاريس (بالإنجليزية: UGM-27 Polaris) هو صاروخ بالستي يطلق من غواصة بتسليح نووي أثناء الحرب الباردة. صممت شركة لوكهيد الصاروخ وأنتجته للاستخدام من قبل بحرية الولايات المتحدة بدلًا من صاروخ رجيولس الجوال وكإضافة إلى ترسانة الولايات المتحدة من الأسلحة النووية. عرف بصاروخ الأسطول البالستي، وأُطلق أول مرة في 7 يناير 1960 من رأس كانافيرال.
استخدمت البحرية الملكية الصاروخ وفق اتفاقية بيع بولاريس في عام 1963. واستُخدمت صواريخ بولاريس على غواصات البحرية الملكية ما بين 1968 ومنتصف عقد 1990.
حل الصاروخ بوسيدون محل البولاريس عام 1973 من قبل البحرية الأمريكية. وحل صاروخ تريدنت محلهما في الثمانينيات.